# Carlo Petrini
Carlo Petrini (* 22. června 1949 Bra) je italský aktivista. Je zakladatelem hnutí Slow Food, které má být protikladem fast foodů. V osmdesátých letech se účastnil kampaně proti stravovacímu řetězci McDonald's, který měl otevřít pobočku u Španělských schodů v Římě. Dříve byl politickým aktivistou za komunistickou stranu Partito di Unità Proletaria. Zároveň přispíval do komunistických novin Il manifesto a L'Unità. V roce 2018 získal cenu Premio Tenco.